# Okręg wyborczy Stockbridge
Okręg wyborczy Stockbridge powstał w 1563 r. i wysyłał do angielskiej, a następnie brytyjskiej, Izby Gmin dwóch deputowanych. Okręg obejmował miasto Stockbridge w hrabstwie Hampshire. Został zlikwidowany w 1832 r.

## Deputowani do brytyjskiej Izby Gmin z okręgu Stockbridge

### Deputowani w latach 1563–1660
- 1571: Tristram Pistor
- 1593: John Awdeley
- 1597–1598: Miles Sandys
- 1604–1611: William Fortescue
- 1604–1611: Edwin Sandys
- 1614: Henry Wallop
- 1614: Walter Cope
- 1621–1622: Richard Gifford
- 1621–1622: William Ayloffe
- 1624–1625: Henry Holcroft
- 1640–1653: William Heveningham
- 1640–1648: William Jephson
- 1659: Francis Rivett
- 1659: Richard Whitehead

### Deputowani w latach 1660–1832
- 1660–1661: Francis Rivett
- 1660–1661: John Evelyn
- 1661–1679: Robert Howard
- 1661–1679: Robert Phelips
- 1679–1679: Henry Whithed
- 1679–1685: Oliver St John
- 1679–1680: William Strode
- 1680–1681: Henry Whithed
- 1681–1689: Essex Strode
- 1685–1689: John Head
- 1689–1693: Richard Whithed
- 1689–1689: Oliver St John
- 1689–1689: William Montagu
- 1689–1690: Thomas Neale
- 1690–1691: William Montagu
- 1691–1695: Thomas Jervoise
- 1693–1693: Anthony Rowe
- 1694–1695: George Pitt
- 1695–1701: Anthony Sturt
- 1695–1698: John Venables
- 1698–1699: George Pitt
- 1699–1701: John Pitt of Crow Hall
- 1701–1702: Frederick Tylney
- 1701–1705: Anthony Burnaby
- 1702–1705: Henry Killigrew
- 1705–1710: John Hawles
- 1705–1710: Edward Laurence
- 1710–1713: George Dashwood
- 1710–1713: James Barry, 4. hrabia Barrymore
- 1713–1722: Thomas Brodrick
- 1713–1714: Richard Steele, wigowie
- 1714–1715: James Barry, 4. hrabia Barrymore
- 1715–1734: Martin Bladen
- 1722–1734: John Chetwynd
- 1734–1741: Humphrey Monoux
- 1734–1735: John Montagu
- 1735–1741: John Berkeley
- 1741–1747: Charles Churchill of Chalfont
- 1741–1747: Matthew Lamb
- 1747–1754: Daniel Boone
- 1747–1754: William Chetwynd
- 1754–1761: John Gibbons
- 1754–1756: George Hay
- 1756–1761: Edward Wingfield, 2. wicehrabia Powerscourt
- 1761–1768: George Prescott
- 1761–1768: Nicholas Linwood
- 1768–1772: Richard Alchorne Worge
- 1768–1774: Richard Fuller
- 1772–1774: James Hare
- 1774–1775: John Luttrell
- 1774–1780: Simon Luttrell
- 1775–1784: James Luttrell
- 1780–1785: John Luttrell
- 1784–1790: Thomas Parkyns
- 1785–1790: James Gordon
- 1790–1793: John Cator
- 1790–1793: John Scott
- 1793–1799: Joseph Foster Barham, wigowie
- 1793–1820: George Porter, wigowie
- 1799–1802: John Agnew
- 1802–1807: Joseph Foster Barham, wigowie
- 1807–1807: John Leicester
- 1807–1822: Joseph Foster Barham, wigowie
- 1820–1826: John Foster Barham, wigowie
- 1822–1826: Edward Stanley, lord Stanley, wigowie
- 1826–1830: Thomas Grosvenor, wigowie
- 1826–1831: George Wilbraham, wigowie
- 1830–1831: William Sloane-Stanley, torysi
- 1831–1832: John Foster Barham, wigowie
- 1831–1832: Stratford Canning, wigowie